# Йигіт Учан
Йигіт Учан (тур. Yiğit Uçan, нар. 11 грудня 1987) — турецький актор, найбільш відомий за роллю шехзаде Баязида в серіалі Величне століття. Нова володарка.

## Життєпис
Актор наймолодший із трьох братів. Його брати Джем (актор і співак) та Гекхан (музикант). Йигіт Учан одружився з Бетюл Корюкмез 22 квітня 2018 року, яка є асистентом гриму для телевізійних і кіносеріалів. У актора є 5-річний син Алі Дорук Учан.

## Кар'єра
В 2015 році актор приєднався до акторського складу успішного серіалу «Філінта», зігравши Ейдера.
В 2016 році він приєднався до основного складу другого сезону популярного турецького серіалу Величне століття. Нова володарка, у якому виконував роль шехзаде Баязида, сина султана Ахмеда I до 2017 року.
Того ж року (2017) він зіграв Себастьяна (Себо) у серіалі «Söz».
В січні 2018 року в Туреччині починається трансляція історичного серіалу «Mehmetçik Kut'ül Amare», де Йигіт Учан грає сержанта Шаміля до останнього епізоду (серія з 19 епізодів) першого сезону, який вийшов 8 червня 2018 року. Цей успішний серіал розповідає про конфлікт між Британською і Османською імперіями, що стався під час Першої світової війни (1915) за контроль над містом Кутул-Амаре, яке розташоване в Іраку.

## Фільмографія

### Серіали
| Рік              | Назва                            | Роль           |
| ---------------- | -------------------------------- | -------------- |
| 2016 — 2017 роки | Величне століття. Нова володарка | Шехзаде Баязид |
| 2017 рік         | Соз                              | Себастьян      |
| 2018 рік         | Мехметчик Кутул Амаре            | Шаміль Чавуш   |
| 2019-            | Заснування: Осман                | Боран Альп     |

### Фільми
| Рік      | Назва      | Роль  | Примітки                                       |
| -------- | ---------- | ----- | ---------------------------------------------- |
| 2015 рік | Філінта 55 | Ейдер | разом з Мустафою Їлдираном та Угуром Їлдираном |

### Театр
| Рік      | Назва       | Роль                | Директор        | Театр | Примітки                               |
| -------- | ----------- | ------------------- | --------------- | ----- | -------------------------------------- |
| 2015 рік | Suç ve Ceza | Yönetmen Yardımcısı | Деніз Хамзаоглу | -     | разом з Гюлай Саєм і Денізом Хамзаоглу |